# 小行星2748
小行星2748（2748 Patrick Gene）是一颗围绕太阳公转的小行星。1981年5月5日，卡羅琳·舒梅克在帕洛马山发现了此天体。
該小行星以舒梅克的兒子帕特里克·吉恩·舒梅克（Patrick Gene Shoemaker）命名。
这颗小行星的绝对星等为348.2005529771661等。